# (20109) Alicelandis
(20109) Alicelandis (1995 RJ) – planetoida z pasa głównego asteroid okrążająca Słońce w ciągu 4,15 lat w średniej odległości 2,58 j.a. Odkryta 12 września 1995 roku.